# Maurice Bellonte
Maurice Alexis Jacques Bellonte, né le 25 octobre 1896 à Méru (Oise) et mort le 14 janvier 1984 dans le 16e arrondissement de Paris, est un aviateur français. Associé à Dieudonné Costes, il réussit en 1930, à bord du Breguet XIX Point d'interrogation, la première traversée de l'Atlantique nord d'est en ouest en avion.

## Biographie
Fils d'une demoiselle Petit et d'un ouvrier coutelier, Bellonte s'intéresse très tôt à la technique. En 1910, il entre comme apprenti chez Anzani, un petit motoriste qui avait fabriqué le moteur du Blériot XI qui fut le premier avion à traverser la Manche, en 1909. En 1913, il est employé comme ajusteur chez Hispano-Suiza. En 1916, âgé de vingt ans, il est diplômé ingénieur mécanicien. Il fait la Première Guerre mondiale dans l'aviation. En 1918, il sert comme mitrailleur.

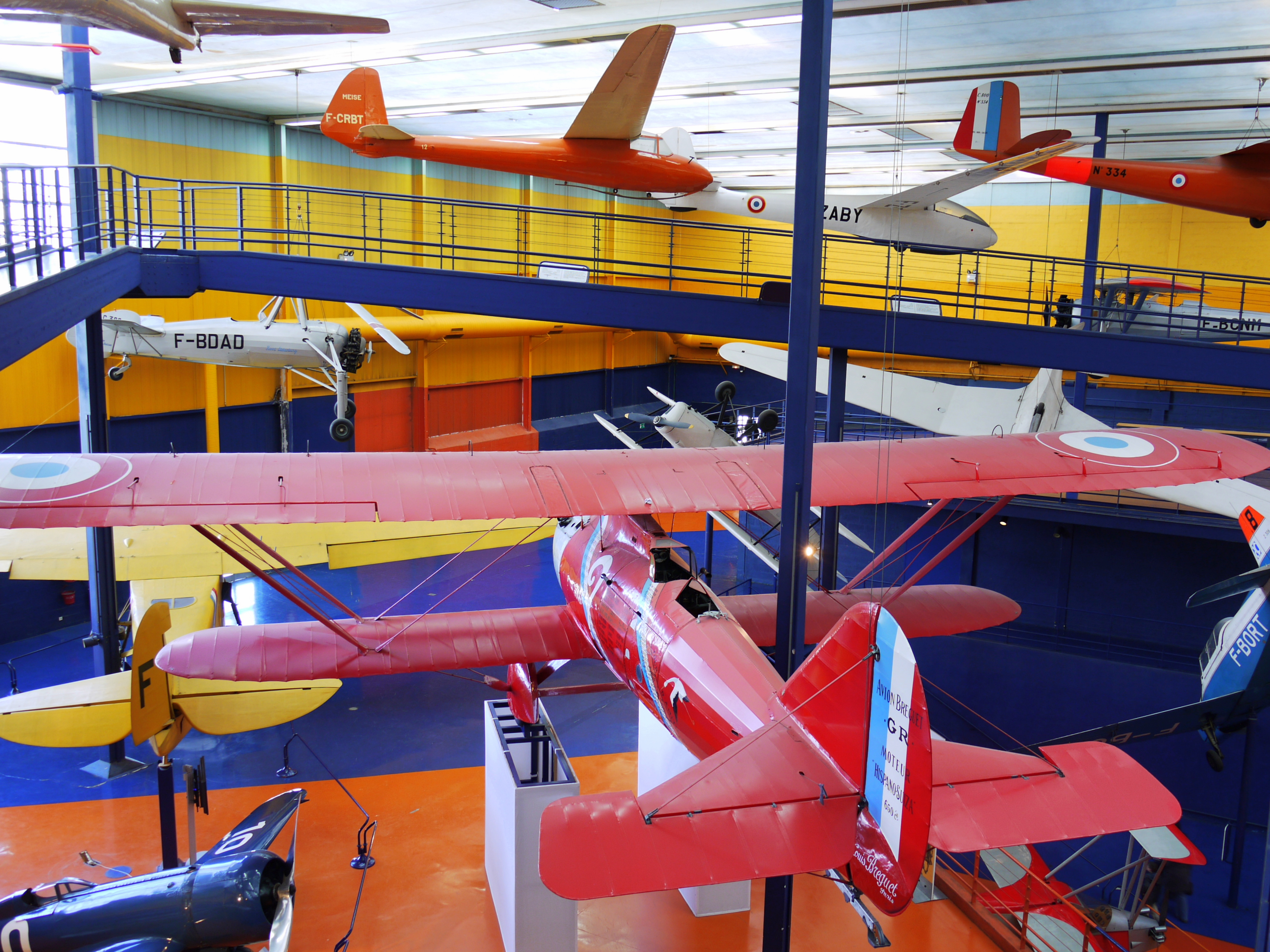
Au premier plan, le Breguet XIX Point d'interrogation de Dieudonné Costes et Maurice Bellonte, Musée de l'air et de l'espace, Le Bourget.

Après l'Armistice, il termine son service militaire au Maroc, où il apprend les rudiments du pilotage. Démobilisé, il retrouve son poste chez Hispano, puis entre à la compagnie Franco-Colombienne qui fabrique des hydroglisseurs. Il est mécanicien, puis navigateur sur les premières lignes aériennes après la fin de la grande guerre. Une interview de Maurice Bellonte par Daniel Costelle dans un documentaire historique, donne une idée des conditions (qui nous paraissent aujourd'hui insensées) dans lesquelles s'effectuait un simple vol commercial Paris - Londres à bord d'un Farman Goliath en 1923 (Cf lien, entre 13:11 et 18.00)
En 1923, il rencontre le pilote Dieudonné Costes sur la ligne Paris-Londres. Après une tentative manquée de vol sans escale Paris-New York en 1929, ils battent tous deux le record de distance avec un vol Paris-Tsitsikhar (Mandchourie) de 7 925 km. Ce vol leur démontre que le Breguet XIX à moteur Hispano-Suiza 650 CV peut traverser l'Atlantique nord dans le sens défavorable (avec vents contraires) d'est en ouest. Le premier Paris-New York est finalement réussi les 1er et 2 septembre 1930, après un vol de 37 h 14 min. Il reçoit alors la médaille d'or de l'aéronautique
Arrêté pour faits de résistance le 4 juillet 1944, il est incarcéré à la citadelle de Perpignan.
Il dirige le BEA entre 1959 et 1962.
Invité d'Air France en 1977, Maurice Bellonte vole sur Concorde lors du premier vol commercial supersonique Paris-New York, qui, cette fois, dure 3 h 30. L'année précédente, il avait publié chez Plon Le Premier Paris-New York, où il raconte la période de sa rencontre avec Costes jusqu'à l'exploit de 1930.
En 1981, c'est lui qui remet la Légion d'honneur à l'aviatrice Jacqueline Clerc.

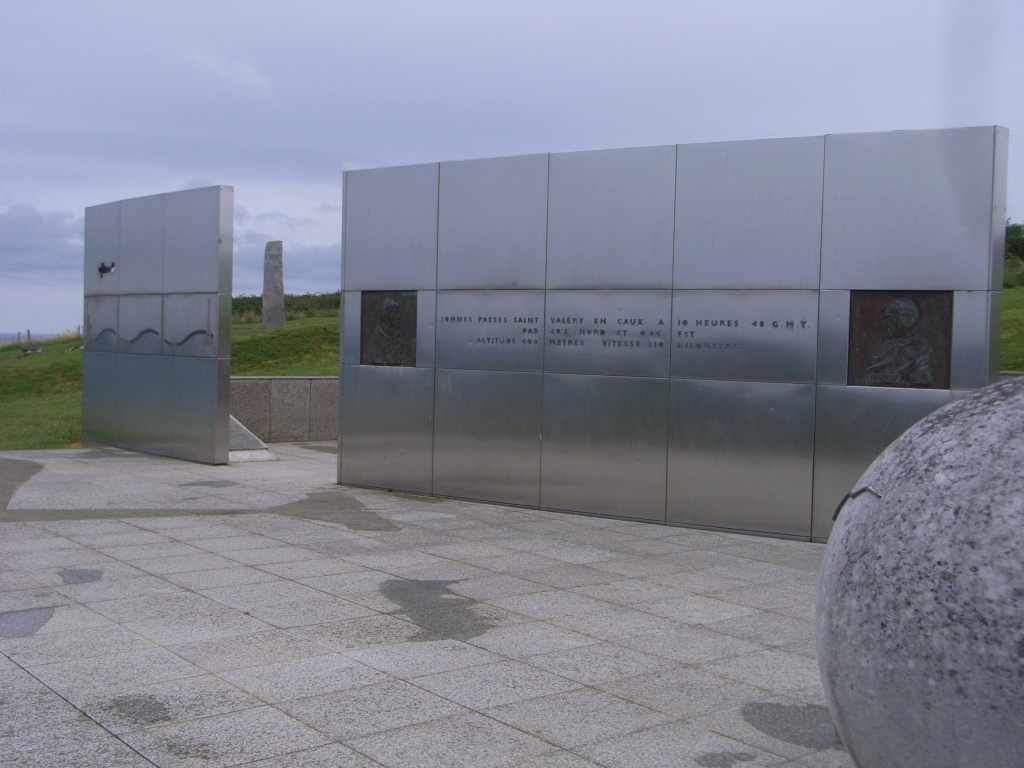
Monument en l'honneur de Costes et Bellonte, à Saint-Valery-en-Caux (Seine-Maritime).

Il meurt le 14 janvier 1984 au 65 rue du Ranelagh. Maurice Bellonte repose au cimetière parisien de Passy (12e division), non loin d'autres célébrités du monde de l'aviation : Henri Farman, Dieudonné Costes et l'avionneur Marcel Dassault.
Le Breguet XIX Point d'interrogation est visible au musée de l'Air et de l'Espace, au Bourget.

## Distinctions

### Décorations françaises
- Grand-croix de la Légion d'honneur (1980)[9]
- Croix de guerre 1939–1945
- Médaille de la Résistance française avec rosette (31 mars 1947)[10]
- Médaille de l'Aéronautique
- Médaille de la jeunesse et des sports

### Décorations étrangères
- Grand-officier de l'Ordre du Nichan Iftikhar (Tunisie)
- Commandeur de l'ordre des Saints-Maurice-et-Lazare (Italie)
- Officier de l'Ordre du Cambodge (Cambodge)
- Officier de l'Ordre du Million d'Éléphants et du Parasol blanc (Laos)

### Honneurs
- Une rue, une plaque, une école et une stèle célèbrent sa mémoire à Méru[11].
- Une place porte son nom, associé à celui de Costes , à Bois-Colombes.
- Une école porte son nom, associé à celui de Costes, à Saint Valery en Caux, en Seine-Maritime . C'est la dernière ville française qu'ils ont survolée avant leur traversée. On y trouve également un monument.